# Comportement sexuel à risque
 (novembre 2021).
Si vous disposez d'ouvrages ou d'articles de référence ou si vous connaissez des sites web de qualité traitant du thème abordé ici, merci de compléter l'article en donnant les références utiles à sa vérifiabilité et en les liant à la section « Notes et références ».
La notion de « comportement sexuel à risque » désigne l'ensemble des comportements sexuels induisant une prise de risque pour la santé (individuelle ou publique) ; que la prise de risque soit « délibérée » et « consciente » ou non.
Ce concept fait aussi référence à des notions de « choix » en situation incertaine, de prévention (médecine préventive...) et de responsabilité (individuelles et collectives).

## Prévalence des comportements à risque
Il est difficile de connaître l'évolution exacte des pratiques à risque en raison de leur évaluation difficile. Il existe en effet des différences entre les comportements auto-déclarés et la réalité, ainsi qu'en termes de perception et évaluation des risques par l'individu.
Les enquêtes ou l'auto-évaluation présentent souvent des biais ayant des explications diverses, allant du niveau d'alphabétisation du participant et de compréhension qu'il a de la terminologie utilisée par l'enquêteur sur les comportements aux problèmes posés par divers préjugés socio-culturels et des biais d'auto-présentation ou de stigmatisation de certains comportements ou patients, y compris par les médecins parfois, en passant par les difficultés de certains sous-groupes à identifier les symptômes de certaines IST. Les conditions de confidentialité peuvent aussi modifier les réponses,,.
- La validité des données autodéclarées concernant les pratiques sexuelles à risque est évaluée par le taux de réponses concordantes obtenues auprès des partenaires sexuels, ainsi que par des mesures statistiques plus objectives de risque (tels que l'incidence de la grossesse, du VIH ou d'autres IST quand elles sont connues)[4],[5]
- Les enquêtes anonymes faites sur les comportements à risque via l'internet ou un ordinateur pourraient accroître le sentiment de non-atteinte à la vie privée, et réduire les biais liés aux préjugés et à l'auto-présentation qui existent face à un enquêteur de visu ou au téléphone[7]. Une analyse trop étroitement rationnelle[8].

## Nature du risque
L'expression « comportement à risque » désigne dans ce contexte (celui de la sexualité) généralement principalement les « rapports sexuels non protégés », le risque étant les infections sexuellement transmissibles (IST) potentiellement acquises via le contact sexuel et/ou via des rapports anaux non protégés ; les dangers sont ici les virus, bactéries et blessures pouvant être acquis lors des relations sexuelles.
Cette expression peut aussi englober d'autres risques dont
- risque de grossesse non désirée (le taux de grossesse (et d'avortement) reste élevé chez les jeunes filles[9], voire très jeunes filles dans de nombreux pays, dont des pays riches comme les États-Unis[10]).
- risque de rapports sexuels non consentis et/ou avec violence (qui peuvent conduire à des grossesses non désirées).

## Facteurs de risques
La notion de risque est à moduler selon des facteurs complexes incluant l'âge, la santé et l'expérience des partenaires, d'éventuelles vulnérabilités individuelles (déficience immunitaire par exemple), la fréquence, l'intensité, le caractère et le cumul des pratiques à risque, et bien entendu selon l'« importance » (gravité) de la prise de risque.
On peut regrouper les risques en deux catégories, selon qu'ils sont liés aux pratiques elles-mêmes, ou aux partenaires impliqués :

### Risques liés aucomportement
Ils sont induits par le type de pratique en cause (ex : la pénétration vaginale, buccale ou la sodomie non protégée, et toutes les pratiques de « hard »-sex du registre sado-masochiste quand il y a « passage à l'acte ») sont a priori beaucoup plus « à risque » qu'une relation protégée, ou les jeux utilisant des sextoys protégés ou les masturbations réciproques effectuées dans de bonnes conditions d'hygiène.

### Risques liés au partenaire (ou partenaires)
Le partenaire peut être homo-, hétéro-, mono- ou bi-sexuel, plus ou moins « exclusif », toxicomane ou alcoolique, ou d'autres facteurs aggravants. Son état de santé est connu ou non, de lui-même ou de son partenaire.
On admet qu'il existe des partenaires à risque, et que le risque est potentiellement plus élevé avec des partenaires occasionnels ou inconnus, fidèles ou non.
Du point de vue épidémiologique, l'histoire individuelle du partenaire et celle des partenaires qu'il a pu avoir antérieurement a une importance ;
- l'âge est un facteur de risque en soi, en raison de l'absence d'expérience (que l'éducation sexuelle[11] ne peut que partiellement remplacer) et parfois d'une difficulté à gérer l'émotion et l'excitation sexuelle propres aux premières relations sexuelles et/ou amoureuses ;
- les croyances en certaines idées reçues augmentent le risque (ex : Le coïtus interruptus) à tort considéré comme une pratique sûre, alors qu'elle ne l'est pas, même contre la grossesse ; l'idée qu'un partenaire n'ayant jamais eu de relations sexuelles est "sûr" (il peut avoir été contaminé par une injection de drogue..). Associées à certaines conditions (ivresse, dépression, certaines dynamiques de groupe...), elles peuvent aussi augmenter le « risque acceptable »[12] ;
- la toxicomanie, surtout avec injections de drogues (pratiques à risques connues pour la transmission du VIH et du VHC notamment) est un facteur de risque, même quand il n'y a pas usage de seringues, en raison d'une baisse induite de l'immunité et du niveau de vigilance ;
- l'utilisation de drogues dites "récréatives" (dont les boissons alcoolisées) facilitent la prise de risques, notamment dans les pratiques sexuelles ;
- la prostitution, encore plus lorsqu'elle est contrainte, est a priori source de risques plus importants pour la santé ;
- certains usages des nouvelles technologies de l'information et de la communication (ex : minitel rose, puis sites internet similaires) sont des sources de risques pour les enfants, et de risques de détournement à fins de traite ou exploitation sexuelle[13].

## Prévention

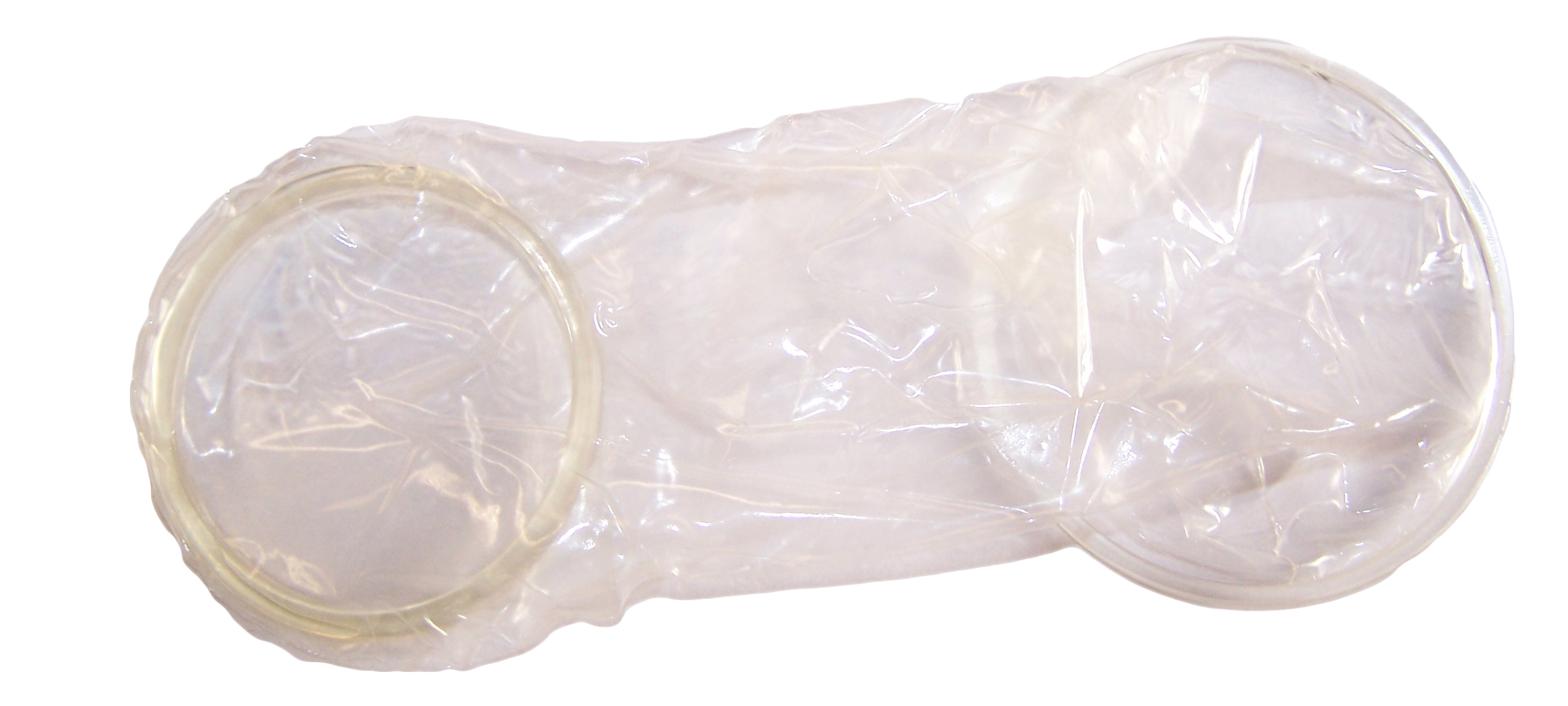
Préservatif féminin, déployé, moins utilisé, mais également efficace

La prévention passe d'abord par l'évitement des idées reçues, par une bonne éducation sexuelle et par l'accès des jeunes, de manière anonyme s'ils le souhaitent, au conseil, à la santé reproductive et moyens de gérer ces risques (ex Planning familial). L'éducation et l'information sexuelles permettent aux partenaires d'adapter leur comportement au risque, notamment en cas d'apparition de maladies émergentes sexuellement transmissibles (comme le VIH/SIDA apparu en tant que pandémie mondiale à la fin du XXe siècle). Les partenaires doivent être en mesure de diminuer les contacts avec le sang, les sécrétions vaginales, le liquide séminal et le sperme en cas de risque avéré ou potentiel (ex : préservatif, et digue dentaire (pour préserver la bouche lors de pratiques de cunnilingus et d'anulingus). 
Dans un contexte de risque, des pratiques dites d' outercourse, c’est-à-dire d'activité sexuelle n'impliquant pas la pénétration, ou des pratiques basées sur l'utilisation prudente de jouets sexuels permettent une sexualité riche et épanouie.

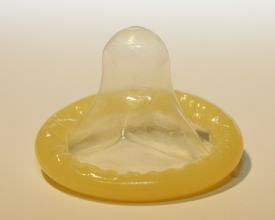
Le préservatif masculin (condom) est le moyen le plus utilisé pour protéger un rapport sexuel des maladies sexuellement transmissibles (MST) et d'une grossesse non désirée

D'autres moyens de prévention peuvent être mis en place :
- la libre disponibilité de moyens de protection tels que préservatifs masculins et/ou féminins dans l'environnement des jeunes et des adultes.
- l'accès à l'hygiène intime et hygiène corporelle
- en cas de risque avéré ou probable (ex : l'un des partenaires sait qu'il est porteur d'une IST, ou pense qu'il risque de l'être), des techniques dites de Sécuri-sexe (safe-sex pour les anglophones) vont de l'utilisation prudente du préservatif à la limitation du nombre de partenaires, en passant par des pratiques sexuelles n'impliquant pas de pénétration.
- l'utilisation de préservatifs de qualité, et de gel lubrifiant adapté est un moyen de réduire les risques pour la santé, et d'augmenter le plaisir de la relation sexuelle.
- la prévention, mais aussi les enquêtes de dépistage du risque sont parfois compliquées par certains contextes sociaux-familiaux, politiques ou religieux inhibés face à la sexualité et à ses variantes, à des maladies telles que le SIDA ou à des phénomènes tels que l'alcoolisme et la drogue. Le risque est alors que des problèmes restent longtemps cachés et ensuite plus difficiles à traiter.
- la lutte contre les violences sexuelles (le viol en particulier) et la répression sexuelle
- une identité sexuelle acceptée par l'entourage et bien vécue est souhaitable ; une identité mal vécue augmente la vulnérabilité face à de nombreux risques, et augmente le risque suicidaire[15].
- une meilleure prise en compte de populations vulnérables (en milieu carcéral notamment)

Cependant, comme dans d'autres secteurs de la prévention sanitaire, « les recherches ont confirmé qu'une amélioration du niveau d'information sur le risque n'est clairement pas une condition suffisante pour provoquer des modifications de comportements individuels tendant à diminuer celui-ci », car l'exposition nulle au risque et à la recherche de la sécurité absolue sont pris en compte dans les comportements des individus.

### Limites de la prévention
Selon les modèles dominants dans les régions industrialisées à la fin du XXe siècle (principalement issus du monde de l'économie, et notamment de la théorie de l'utilité espérée), les facteurs de motivation « sanitaire » des comportements (et donc des changements de comportements) seraient ceux de la « motivation générale face à la santé » (« General Health Motivation »), notamment liés à :
- la conscience du risque ;
- la présupposition qu'il y a une certaine aversion pour le risque ;
- la présupposition que l'on adopte volontiers un comportement rationnel face au risque (présupposé contesté[19]) ;
- la perception de la susceptibilité individuelle (de soi et des partenaires) à la maladie ou à d'autres risques ;
- la perception de la gravité de la maladie ou d'autres risques ;
- la perception du bénéfice des comportements rationnels de prévention ;
- la perception des barrières (coûts physiques, économiques et psychologiques) à adopter un comportement de prévention ;
- un degré suffisant de certitude quant à l'efficacité de la prévention ;
- des facteurs contextuels sociodémographiques sociopsychologique...

Ces facteurs combinés sont réputés être prédicteurs d'une modification des comportements favorable à un comportement limitant les risques.
En réalité les modèles qui se rapprochent le plus de la réalité doivent « surpondérer » les facteurs qui sont probablement les mieux « cachés » par les individus (idées reçues, appel à la prostitution, viols, drogue ou incestes non déclarés, etc.) tout en cherchant à mieux prendre en compte les aspects contextuels et individuels (évaluation subjective des gains, de la satisfaction et des risques) propres au contexte émotionnel de l'amour et de la sexualité. Or, le sentiment amoureux et la sexualité varient beaucoup selon les époques et les cultures. Ils évoluent aussi au cours de la vie de chacun. Et, notamment chez les jeunes, ils sont rarement basés sur des stratégies d'anticipation, la rationalité et les calculs faisant primer la sécurité.
En outre, s'il y a accord sur le fait que les effets de présentation des messages influencent les choix des acteurs, des débats existent sur la nature des messages et illustrations à diffuser lors des campagnes de prévention ;
Deux tendances coexistent et s'opposent ou parfois se complètent :
- la première tendance souligne les aspects positifs de la prévention et notamment l'aspect rassurant du préservatif (Solamar and Dejong, 1986), mais fait l'impasse sur ce qu'il permet d'éviter, laissant un non-dit et éventuellement un sentiment de dissonance cognitive ;
- la seconde tendance est de vouloir accroitre la perception du risque, en diffusant une information plus claire (mais plus « crue », et donc éventuellement anxiogène, « culpabilisante » ou risquant de « choquer » les plus jeunes), en cherchant à entretenir un « niveau modéré de peur » afin que la vigilance ne diminue pas sans être contreproductif[22]. 
Des débats similaires existent dans le domaine de la sécurité routière, ou de la lutte contre l'alcoolisme ou le tabac, avec la différence qu'il y a dans ce cas à la fois un produit, une addiction et un objet marchand en jeu.

Dans le cas des IST, deux niveaux de préventions sont nécessaires, le premier visant à éviter l'infection, et le second visant, pour ceux qui sont infectés à éviter la transmission à d'autres, avec la difficulté que dans certains cas (SIDA par exemple) le temps de déclaration de la maladie peut être long.